# Количествен анализ
Количествения анализ е дял от аналитичната химия и има за цел определянето на количеството, масата или концентрацията на даден компонент (елемент, съединение, йон) в някаква проба.
Методите за количествен анализ могат да се разделят грубо на химически и физически (инструментални) методи. И едните и другите са най-разнообразни, могат да се базират на различни химични реакции, типични за компонента, процеси като утаяване, филтруване, неутрализация, свойствата на компонента (напр. плътност, електропроводимост, цвят, поглъщане на светлината, електричен заряд, магнитни свойства, разтворимост, полярност, диполен момент и др.), агрегатното състояние (газ, течност, твърдо вещество), обема и масата на компонента и др. Много често методите са строго специфични, т.е. служат само за оределянето на даден клас компоненти. За пример: при титруването с киселини/основи могат да се изследват само вещества които имат киселинни/основни свойства. При газовата хроматография (с пламъков йонизационен детектор) могат да се изследват само органични вещества, които дават при изгаряне въглероден диоксид. Потенциометрични методи се прилагат само за вещества които дисоциират в разтвор.
По тази причина почти винаги компонента който ще се изследва трябва да е известен предварително или трябва да се определи с помощта на качествени методи.
Често, когато метода за анализ не е специфичен или и другите компоненти в пробата имат подобни свойства като изследания компонент е необходимо извличането на компонента от пробата (чрез екстракция, утаяване и др.) или разделянето на компонентите един от друг с помощта на хроматографски методи.